# São Gonçalo do Piauí
São Gonçalo do Piauí è un comune del Brasile nello Stato del Piauí, parte della mesoregione del Centro-Norte Piauiense e della microregione del Médio Parnaíba Piauiense.